# Hannah Kearney
Hannah Angela Kearney (* 26. Februar 1986 in Hanover, New Hampshire) ist eine ehemalige US-amerikanische Freestyle-Skierin. Sie ist auf Moguls und Dual Moguls (Buckelpiste) spezialisiert und gehört in diesen Disziplinen zu den weltweit erfolgreichsten Athletinnen. Sie war einmal Olympiasiegerin, dreimal Weltmeisterin, viermal Siegerin der Gesamtwertung des Freestyle-Skiing-Weltcup sowie sechsmal Gewinnerin der Disziplinenwertung. Mit 46 Weltcupsiegen ist sie neben Donna Weinbrecht die erfolgreichste Athletin auf der Buckelpiste.

## Biografie
Kearney erlernte das Skifahren im Alter von zwei Jahren. In der High School gehörte sie sowohl im Fußball als auch in der Leichtathletik den Auswahlmannschaften des Staates Vermont an. Ab Dezember 2001 nahm sie an Freestyle-FIS-Rennen teil. 2003 gewann sie sowohl den Moguls- als auch den Dual-Moguls-Juniorenweltmeistertitel. Bei den Olympischen Winterspielen 2002 kam sie als Vorfahrerin zum Einsatz.
Ihr Debüt im Weltcup hatte Kearney am 11. Januar 2003 in Mont Tremblant, wo sie Platz 26 erreichte. Nur vier Wochen später stieß sie in Steamboat Springs erstmals unter die besten zehn vor. Die Saison 2003/04 begann sie mit einem dritten Platz in Åre, dem mehrere weitere Podestplätze folgten. Der erste Weltcupsieg gelang ihr am 22. Februar 2004 in Naeba, dem sie zwei Wochen später einen zweiten folgen ließ. Damit hatte sie sich bereits als 17-Jährige endgültig an der Weltspitze etabliert. In der Weltcupsaison 2004/05 stand Kearney weitere vier Mal auf dem Podest, ohne jedoch gewinnen zu können. Der einzige Sieg der Saison gelang ihr bei den Weltmeisterschaften 2005 in Ruka, wo sie die Goldmedaille in der Disziplin Moguls gewann.
In der Weltcupsaison 2005/06 gewann Kearney ein Rennen und stand weitere drei Mal auf dem Podest. Die Olympischen Winterspiele 2006 endeten jedoch mit einer Enttäuschung: Wegen einer unsauberen Landung erreichte sie im Qualifikationsdurchgang lediglich den 22. Platz und konnte nicht im Finale antreten. Nach zwei dritten Plätzen musste sie die Weltcupsaison 2006/07 vorzeitig beenden, nachdem sie während des Trainings im linken Knie das Kreuzband gerissen hatte. Kurz nach Beginn der Saison 2007/08 erlitt sie eine Gehirnerschütterung und musste erneut zwangsweise pausieren.
Kearney gelang in der Saison 2008/09 ein eindrückliches Comeback. Sie gewann das erste Weltcuprennen nach ihrer Verletzungspause und gewann in der Folge zwei weitere. Mit insgesamt sechs Podestplätzen entschied sie vor Jennifer Heil und Margarita Marbler die Disziplinenwertung für sich, im Gesamtweltcup kam sie auf den zweiten Platz. Bei den Weltmeisterschaften 2009 in Inawashiro wurde sie Dritte in der Disziplin Dual Moguls. In der Weltcupsaison 2009/10 entschied Kearney vier Wettbewerbe für sich und klassierte sich in der Disziplinenwertung auf den dritten Platz. Bei den Olympischen Winterspielen 2010 gewann sie die Goldmedaille auf der Buckelpiste.
In der Saison 2010/11 schien Kearney fast unschlagbar. Mit neun Siegen und einem zweiten Platz entschied sie mit großem Vorsprung sowohl die Gesamtwertung als auch die Moguls-Disziplinenwertung des Weltcups für sich. Bei den Weltmeisterschaften 2011 in Deer Valley musste sie sich jedoch im Moguls-Wettbewerb knapp ihrer härtesten Rivalin Jennifer Heil geschlagen geben. Im Dual-Moguls-Wettbewerb gewann sie die Bronzemedaille. Auch in der Saison 2011/12 dominierte Kearney die Konkurrenz fast nach Belieben. Sie erzielte elf Weltcupsiege, davon neun in Folge. Ihr schlechtestes Saisonergebnis war ein fünfter Platz. Überlegen entschied sie sowohl die Gesamtweltcupwertung als auch die Moguls-Weltcupwertung für sich.
Im Oktober 2012 stürzte Kearney beim Training in Zermatt und brach sich dabei zwei Rippen. Aus diesem Grund verpasste sie den Beginn der Saison 2012/13. Mit einigen Wochen Verzögerung nahm sie die Weltcupsaison 2012/13 in Angriff und konnte sechs weitere Siege feiern. Kurz vor Saisonende gelang es ihr, die bisher führende Kanadierin Justine Dufour-Lapointe zu überholen, woraufhin sie die Disziplinenwertung zum vierten Mal für sich entschied. Bei den Weltmeisterschaften 2013 in Voss gewann sie zum zweiten Mal die Moguls-Goldmedaille, hinzu kam die Dual-Moguls-Bronzemedaille.
Bei den Olympischen Winterspielen 2014 in Sotschi konnte Kearney ihren Erfolg von 2010 nicht wiederholen und gewann als Drittplatzierte die Bronzemedaille. Erfolgreicher war sie im Weltcup, wo sie sich ein spannendes Duell mit Justine Dufour-Lapointe lieferte: Mit insgesamt fünf Siegen und drei weiteren Podestplätzen sicherte sie sich zum vierten Mal in Folge die Moguls-Disziplinenwertung und zum dritten Mal die Gesamtweltcupwertung. Bei den Weltmeisterschaften 2015 in Kreischberg gewann sie den Dual-Moguls-Weltmeistertitel und die Silbermedaille im Moguls-Wettbewerb. In der Weltcupsaison 2014/15 stand Kearney insgesamt achtmal auf dem Podest (davon viermal als Siegerin), womit sie erneut die Gesamtwertung und die Disziplinenwertung gewann. Mit ihrem 46. und letzten Weltcupsieg am 15. März 2015 egalisierte Kearney die 18 Jahre alte Bestmarke ihrer Landsfrau Donna Weinbrecht.
Nach den US-Meisterschaften Ende März 2015 trat Hannah Kearney vom aktiven Leistungssport zurück.
2024 wurde sie mit der Aufnahme in die U.S. Ski and Snowboard Hall of Fame geehrt.

## Erfolge

### Olympische Spiele
- Turin 2006: 22. Moguls
- Vancouver 2010: 1. Moguls
- Sotschi 2014: 3. Moguls

### Weltmeisterschaften
- Ruka 2005: 1. Moguls
- Inawashiro 2009: 3. Dual Moguls, 14. Moguls
- Deer Valley 2011: 2. Moguls, 3. Dual Moguls
- Voss 2013: 1. Moguls, 3. Dual Moguls
- Kreischberg 2015: 1. Dual Moguls, 2. Moguls

### Juniorenweltmeisterschaften
- Marble Mountain 2003: 1. Moguls, 1. Dual Moguls

### Weltcupwertungen
- Saison 2003/04: 4. Moguls-Weltcup
- Saison 2004/05: 5. Moguls-Weltcup
- Saison 2005/06: 5. Moguls-Weltcup
- Saison 2006/07: 7. Dual-Moguls-Weltcup
- Saison 2008/09: 2. Gesamtweltcup, 1. Moguls-Weltcup
- Saison 2009/10: 6. Gesamtweltcup, 3. Moguls-Weltcup
- Saison 2010/11: 1. Gesamtweltcup, 1. Moguls-Weltcup
- Saison 2011/12: 1. Gesamtweltcup, 1. Moguls-Weltcup
- Saison 2012/13: 5. Gesamtweltcup, 1. Moguls-Weltcup
- Saison 2013/14: 1. Gesamtweltcup, 1. Moguls-Weltcup
- Saison 2014/15: 1. Gesamtweltcup, 1. Moguls-Weltcup

### Weltcupsiege
Kearney errang bis jetzt 71 Podestplätze, davon 46 Siege:
| Datum             | Ort              | Land       | Disziplin   |
| ----------------- | ---------------- | ---------- | ----------- |
| 22. Februar 2004  | Naeba Ski Resort | Japan      | Moguls      |
| 7. März 2004      | Airolo           | Schweiz    | Moguls      |
| 14. Dezember 2005 | Tignes           | Frankreich | Moguls      |
| 18. Dezember 2008 | Méribel          | Frankreich | Dual Moguls |
| 29. Januar 2009   | Deer Valley      | USA        | Moguls      |
| 14. Februar 2009  | Åre              | Schweden   | Dual Moguls |
| 12. Dezember 2009 | Suomu            | Finnland   | Moguls      |
| 21. Januar 2010   | Lake Placid      | USA        | Moguls      |
| 12. März 2010     | Åre              | Schweden   | Moguls      |
| 13. März 2010     | Åre              | Schweden   | Dual Moguls |
| 11. Dezember 2010 | Ruka             | Finnland   | Moguls      |
| 21. Dezember 2010 | Beida Lake       | China      | Moguls      |
| 22. Januar 2011   | Lake Placid      | USA        | Moguls      |
| 23. Januar 2011   | Lake Placid      | USA        | Moguls      |
| 29. Januar 2011   | Calgary          | Kanada     | Moguls      |
| 26. Februar 2011  | Mariánské Lázně  | Tschechien | Dual Moguls |
| 11. März 2011     | Åre              | Schweden   | Moguls      |
| 12. März 2011     | Åre              | Schweden   | Dual Moguls |
| 20. März 2011     | Myrdalen-Voss    | Norwegen   | Dual Moguls |
| 10. Dezember 2011 | Ruka             | Finnland   | Moguls      |
| 20. Dezember 2011 | Méribel          | Frankreich | Dual Moguls |
| 14. Januar 2012   | Mount Gabriel    | Kanada     | Dual Moguls |
| 19. Januar 2012   | Lake Placid      | USA        | Moguls      |
| 28. Januar 2012   | Calgary          | Kanada     | Moguls      |
| 2. Februar 2012   | Deer Valley      | USA        | Moguls      |
| 4. Februar 2012   | Deer Valley      | USA        | Dual Moguls |
| 12. Februar 2012  | Beida Lake       | China      | Moguls      |
| 18. Februar 2012  | Naeba Ski Resort | Japan      | Moguls      |
| 9. März 2012      | Åre              | Schweden   | Moguls      |
| 10. März 2012     | Åre              | Schweden   | Dual Moguls |
| 17. Januar 2013   | Lake Placid      | USA        | Moguls      |
| 1. Februar 2013   | Deer Valley      | USA        | Moguls      |
| 2. Februar 2013   | Deer Valley      | USA        | Dual Moguls |
| 15. Februar 2013  | Sotschi          | Russland   | Dual Moguls |
| 16. März 2013     | Åre              | Schweden   | Dual Moguls |
| 25. März 2013     | Sierra Nevada    | Spanien    | Dual Moguls |
| 15. Dezember 2013 | Ruka             | Finnland   | Moguls      |
| 9. Januar 2014    | Deer Valley      | USA        | Moguls      |
| 11. Januar 2014   | Deer Valley      | USA        | Moguls      |
| 2. März 2014      | Inawashiro       | Japan      | Dual Moguls |
| 16. März 2011     | Myrdalen-Voss    | Norwegen   | Dual Moguls |
| 21. März 2014     | La Plagne        | Frankreich | Dual Moguls |
| 3. Januar 2015    | Calgary          | Kanada     | Moguls      |
| 15. Februar 2015  | Val Saint-Côme   | Kanada     | Moguls      |
| 28. Februar 2015  | Tazawako         | Japan      | Moguls      |
| 15. März 2015     | Megève           | Frankreich | Dual Moguls |

### Weitere Erfolge
- 3 US-amerikanische Meistertitel (2006 Moguls und Dual Moguls, 2010 Moguls)
- 1 Sieg in FIS-Rennen